# FA Cup 1925/1926
Padesátý první ročník FA Cupu (anglického poháru) se konal od 5. září 1925 do 24. dubna 1926 za účastí již nově 76 klubů.
Trofej získal podruhé v klubové historii Bolton Wanderers FC, který ve finále porazil Manchester City FC 1:0.